# Казъл черпа
Казъл черпа е поддържан резерват в Източните Родопи, в землището на село Женда, област Кърджали, България.
Създаден е като резерват с постановление на Министерския съвет от 29 юни 1951 г. с цел поддържане и опазване на естествени черноборови гори. През 1999 г. е прекатегоризиран в поддържан резерват. Площта му е увеличена от 39,9 ха на 41,29 ха със заповед на министър Нона Караджова от 2012 г.